# Acts of Union (1707)

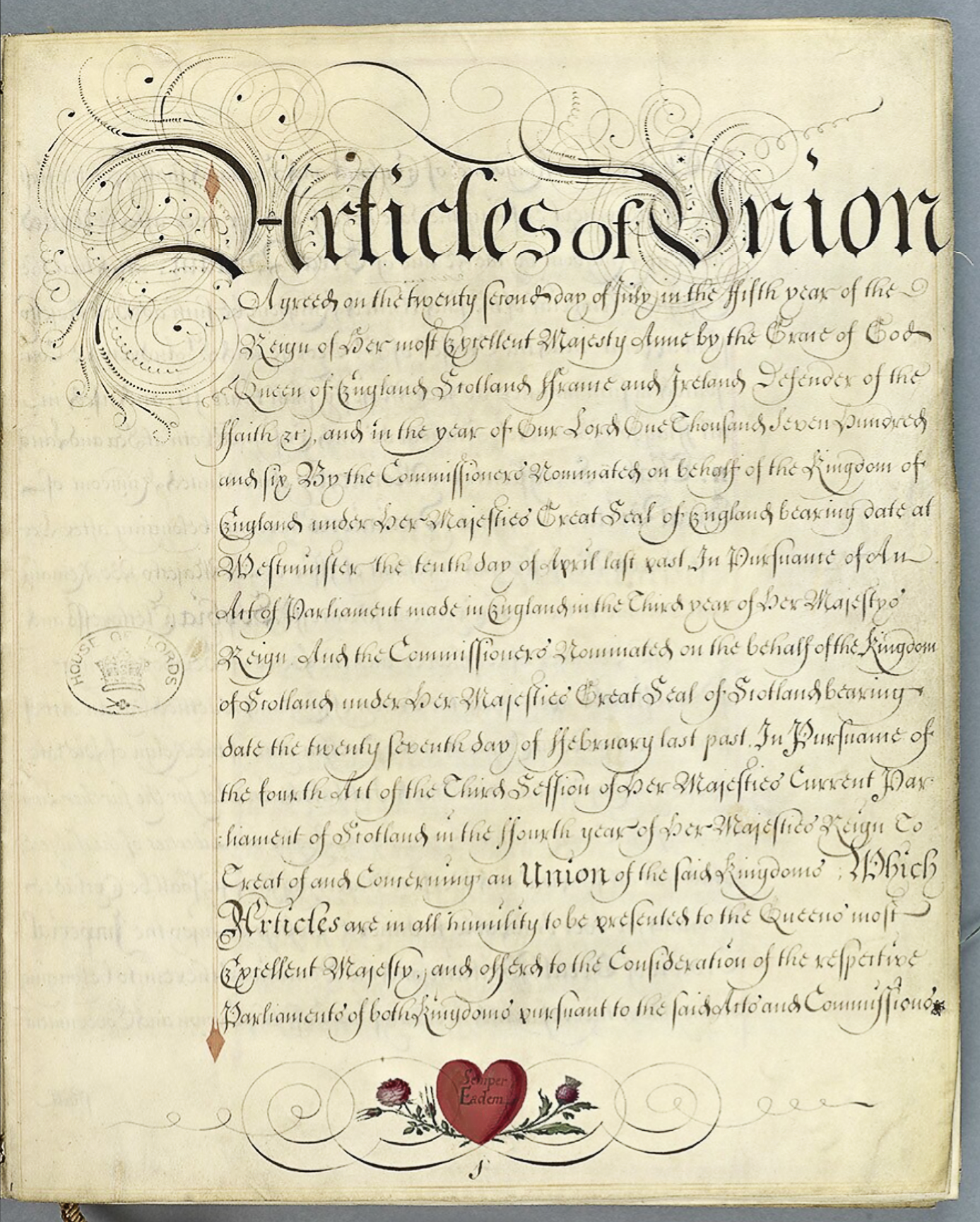
Articles of Union with Scotland, 1707

De Acts of Union waren een serie wetten, in 1707 aangenomen door de parlementen van Engeland en Schotland, die de vereniging van beide koninkrijken regelden.
De belangrijkste gevolgen van de wetten waren:
- de vorming van een nieuwe staat, het Koninkrijk Groot-Brittannië (hoewel de naam Groot-Brittannië al in zwang was geraakt toen de Schotse koning Jacobus VI in 1603 ook koning van Engeland was geworden)
- de opheffing en omvorming van de nationale parlementen tot een nieuw Brits parlement.
- De opheffing van de afzonderlijke admiraliteiten van Engeland en Schotland, en de vorming van één Office of Admiralty.